# 1885 v športu
1885 v športu.

## Bejzbol
- World Series - St Louis A's remizirajo z Chicago NL s 3-3 v tekmah
- Cuban Giants, sestavljeno večinoma iz afroameriških igralcev iz Philadelphie, je prvo črnsko profesionalno bejzbolsko moštvo. Včasih se bo priključilo ligi in uporabilo domači stadion, a pogosteje bo hodilo na svoje turneje.

## Golf
- Odprto prvenstvo Anglije - zmagovalec Bob Martin
- Britansko amatersko prvenstvo - zmagovalec Allen MacFie

## Konjske dirke
- 14. maj: Kentucky Derby - zmagovalec Joe Cotton

## Nogomet
- 20. julij: The Football Association uzakoni plačevanje igralcev
- FA Cup - v Glasgowu Blackburn Rovers premagajo Queen's Park z 2-0
- Ustanovljen je Millwall F.C.

## Veslanje
- Regata Oxford-Cambridge - zmagovalec Oxford

## Jadranje
- New York Yacht Club zadrži America's Cup, ko njihova jadrnica Puritan britanskega izzivalca Royal Yacht Squadron in njihovo jadrnico Genesto porazi z 2-0 v regatah

## Rojstva
- 21. marec — Charles Daniels, ameriški plavalec v prostem slogu († 1973)
- 10. april — Harvey Wood, britanski hokejist na travi († ?)
- 18. april — Hermann Müller, nemški tekmovalec v hitri hoji († 1947)
- 30. junij — Heinrich Schomburgk, nemški tenisač († 1965)
- 5. avgust — Bradley Domjan, kanadski hokejist († 1968)
- 6. avgust — John Robinson, britanski hokejist na travi († 1916)
- 8. september — Ernestus Greven, nizozemski atlet († 1924)
- 12. oktober — Jacques Keyser, nizozemski atlet († 1954)
- 21. november — Robert Evans, valižanski nogometaš († 1965)
- 7. december — Theodor Nauman, švedski vaterpolist († 1947)